# Machimus linearis
Machimus linearis là một loài ruồi trong họ Asilidae. Machimus linearis được Becker miêu tả năm 1923. Loài này phân bố ở vùng Cổ Bắc giới.